# Würnreuth
Würnreuth ist Ortsteil des Marktes Floß im Bezirk Oberpfalz im Landkreis Neustadt an der Waldnaab.

## Geographische Lage
Die Einöde Würnreuth liegt ungefähr zwei Kilometer westlich von Floß an der Staatsstraße 2395 von Floß nach Störnstein. Würnreuth liegt zwischen dem 501 Meter hohen Wiedenbühl im Westen und dem 544 Meter hohen Buch im Osten.

## Geschichte

### 13. bis 16. Jahrhundert
Würnreuth (auch: Wernreut, Wiernried, Bernrewt, Warmreuth, Warenreuth, Warnreuth, Warenreut, Warnreut) wurde im niederbayerischen Salbuch aufgeführt.
Seine Bewohner mussten jährlich 6 mutt Korn (Roggen), 4 1/2 mutt Hafer Abgaben zahlen.
Dieses Salbuch stammt aus der Zeit zwischen 1269 und 1320.
In diesem Verzeichnis wurden folgende zu Floß gehörigen Ortschaften genannt:
Bergnetsreuth, Boxdorf, Diepoltsreuth, Ellenbach, Gösen, Grafenreuth, Hardt, Haupertsreuth, Kalmreuth, Niedernfloß, Oberndorf, Pauschendorf, Ritzlersreuth, Schlattein, Schönberg, Weikersmühle, Welsenhof, Würnreuth, Würzelbrunn.
Würnreuth wurde auch im Böhmischen Salbüchlein genannt. 
Seine Bewohner mussten jährlich 6 mutt Korn, 4 mutt Hafer, 3 Achtl Weizen Abgaben zahlen.
Das Böhmische Salbüchlein enthielt Aufzeichnungen aus der Zeit von 1366 bis 1373 für alle Ortschaften, die im oben zitierten niederbayerischen Salbuch genannt wurden und zusätzlich Plankenhammer als hamer zu Mekenhofen.
Würnreuth wurde im Salbuch von 1416/1440 verzeichnet.
Es wurden die folgenden 3 Bauernfamilien in Würnreuth genannt: Vlrich Nybler, Hertel, Hannßel Pauwmann.
Alle 3 Bauern mussten Nachzill zur Verfügung stellen.
Die Abgaben für die 3 Bauernhöfe zusammen betrugen im Jahr 6 mutt Korn, 1 1/2 Achtl Weizen, 9 Achtl Hafer, 3 Käse, 81 Eier.
Dieses Salbuch, mit Informationen über die zu Floß gehörenden Ortschaften stammt aus der Zeit 1416 bis 1440.
In ihm erschienen folgende zu Floß gehörende Ortschaften, wie in den beiden älteren Salbüchern:
Bergnetsreuth, Boxdorf, Diepoltsreuth, Ellenbach, Gösen, Grafenreuth, Hardt, Haupertsreuth, Niedernfloß, Oberndorf, Pauschendorf, Ritzlersreuth, Schlattein, Schönberg, Welsenhof, Würnreuth, Würzelbrunn.
Es fehlten: Kalmreuth, Plankenhammer, Weikersmühle.
Hinzu kamen: Fehrsdorf, Gailertsreuth, Konradsreuth, Meierhof, Wilkershof.
In einem Verzeichnis der Mannschaften um das Jahr 1559 wurden die folgenden zu Floß gehörigen Ortschaften aufgeführt:
Bergnetsreuth, Boxdorf, Diebersreuth, Diepoltsreuth, Ellenbach, Fehrsdorf, Gailertsreuth, Gösen, Grafenreuth, Hardt, Haupertsreuth, Höfen, Konradsreuth, Meierhof, Niedernfloß, Oberndorf, Pauschendorf, Plankenhammer, Ritzlersreuth, Schnepfenhof, Schönberg, Steinfrankenreuth, Weikersmühle, Welsenhof, Wilkershof, Würnreuth, Würzelbrunn.
Für Würnreuth wurden drei Mannschaften verzeichnet:
Lorennz Piernheupll, Jobst Gräner, Linhardt Craus.

### 17. Jahrhundert
Während des Dreißigjährigen Krieges zogen in den Jahren 1620 und 1621 die Mansfeldischen Soldaten durch Würnreuth.
Dabei raubten sie den Bauern 15 Gulden, 15 Kühe, 5 Kalbinnen, 4 Ochsen, 4 Lämmer, 2 Ziegen, Geflügel, Kleidung, 2 Tischtücher, 3 kupferne Töpfe.
2 Weiher wurden abgegraben und abgefischt, 2 Fenster eingeschlagen.
Eine Schadensaufstellung für Würnreuth aus dem Jahr 1621 ergab einen Schaden von insgesamt 246 Gulden und 45 Kreuzer.
Im Hof der Friedrichsburg in Vohenstrauß fand 1650 die Erbhuldigung gegenüber Pfalzgraf von Pfalz-Sulzbach Christian August statt.
Würnreuth erscheint auf der Huldigungsliste mit den 2 Hofbesitzern:
Hannß Kraus, Georg Seits.
Im Jahr 1652 wird Würnreuth beschrieben mit 2 Höfen.
Seine Einwohner zu dieser Zeit waren 1 Witwer, 1 Witwe mit 4 unmündigen Kindern und 4 erwachsenen Kindern.
Das Vieh bestand aus 3 Ochsen, 3 Kühen, 7 Jungrinder, 4 Schweine, 8 Schafe.

### 18. Jahrhundert bis Gegenwart
Eine Beschreibung des Fürstlichen Pflegamtes Floßerbürg aus dem Jahr 1704 verzeichnete für
Würnreuth 2 Mannschaften, 2 Höfe.
In einer historisch-statistischen Beschreibung des Pflegamtes Floß von 1794 wurden aufgeführt für
Würnreuth 2 Bauern, 1 Hirt, insgesamt 24 Einwohner.
Um 1800 hatte Würnreuth 3 Häuser und 18 Einwohner.
Würnreuth gehörte zum Anfang des 19. Jahrhunderts gegründeten Steuerdistrikt Gailertsreuth, der gleichzeitig auch Ruralgemeinde war. Zum Steuerdistrikt Gailertsreuth gehörten außer Gailertsreuth mit seiner Mühle noch die Weiler Niedernfloß und Oberndorf und die Einöden Meierhof und Würnreuth. Der Steuerdistrikt Gailertsreuth hatte insgesamt 184 Einwohner und 29 Wohngebäude.
Die unmittelbare Landgemeinde Gailertsreuth bestand zunächst aus den Weilern Gailertsreuth, Niedernfloß und Oberndorf, den Einöden Gollwitzerhof, Meierhof und Würnreuth. Ab 1946 kam die Gemeinde Diepoltsreuth hinzu mit den Weilern Diepoltsreuth und Ritzlersreuth und den Einöden Schnepfenhof und Schönberg.
Die Ortschaft Würnreuth hatte 1817 20 Einwohner und 3 Wohngebäude, 1861 28 Einwohner und 1961 13 Einwohner und 2 Wohngebäude.
Am 1. Januar 1972 wurde die Gemeinde Gailertsreuth und damit auch Würnreuth in den Markt Floß eingegliedert.